# إد سميث (لاعب كرة قدم أمريكية، مواليد 1969)
إد سميث (بالإنجليزية: Ed Smith)‏ هو لاعب كرة قدم أمريكية أمريكي، ولد في 5 يونيو 1969 في ترنتون في الولايات المتحدة.

## وصلات خارجية
- إدوارد سميث على موقع مرجع كرة القدم المحترفة.كوم (الإنجليزية)